# 体内
体内（たいない）とは生き物の体の中である。体内を定義できるのは、主として動物の場合である。植物系の生物は、体の組織が比較的単純であり、内部に存在する構造がそれほど複雑ではない。

## 概要
動物の場合、まず体表が外部と完全に区別されている。植物系の場合、それもはっきりしない。動物においては、その内部にいわゆる器官が多数あり、個々の器官の内部で物質や細胞の行き来があり、それらの機能によって、生物体が運営されている。外部との物質のやり取りは、生物としては必須の現象であるが、体表でのそれと、それ以外に呼吸器や消化器、排出器官などにおいて大きな出入りがあり、外部と内部とはそれなりに限られたチャンネルによってつながっている。
そういった点が、生物体の内部を特に孤立した一つのまとまりとしてとらえる事を必要としている。また、大部分の後生動物では、内臓器官が動物体内にできた腔所に収まっている。つまり内臓の外側とその腔所の内壁とは接触していても連続せず、この腔所に切り口を作れば内臓を取りだせる。この腔所を体腔という。体内がこれを指す場合もある。
体内は動物の働きによって、一定の条件に調整され、これを内部環境という。動物の内部環境がある程度一定に保たれている性質を、恒常性という。体内の細胞間は液体で満たされ、これを体液という。体液は細胞間の物質輸送などに使われ、往々にしてこれを能動的に流す器官があってこれを循環器という。

## 体外と体内
動物において、体外か体内かの選択がある例として、体外受精と体内受精がある。また、消化は普通は消化管の内部で行われるが、これを体外で行う体外消化もある。骨には体内にある内骨格と体表が硬質になった外骨格がある。いわゆる殻は体表より外側にあるものと考えればいいであろう。
そのほか、寄生虫においては、動物の体表につくのを外部寄生虫、体内にあるのを内部寄生虫という。ただし、この場合の外部と内部の区別はなかなか難しい。たとえばノミは明らかに外部寄生虫であるが、スナノミの雌は次第に周囲の皮膚が盛り上がってその中に収まる。ネジレバネ類は宿主昆虫の腹部の中に潜り込んで尾部のみが外に出る。これを普通は内部寄生とする。また、カイヤドリヒドラは二枚貝の外套膜に付着するが、明らかに貝殻に収まっているものの、外界の水に触れる。そういう意味では消化管の中も外部に開かれているから、真の内部寄生は体腔や体液の中にあるもののみ、との判断もある。

## 医療に関して
動物であるヒトでは、様々な機能は体内の諸器官によって維持されており、体調の不良や病気、機能不全は体内に原因がある場合が多い。これを外から確認することは困難であり、かといって直接に確認するために切り開くわけにはいかない。体温や脈拍はそれらを推測するための手がかりに古くから使われてきた。聴診器や打診などもより詳しい手がかりを求める手段と取れる。現在は技術が発達していて、体内を胃カメラで見ることや、診察したりできる。